# Thiên văn học dưới milimet

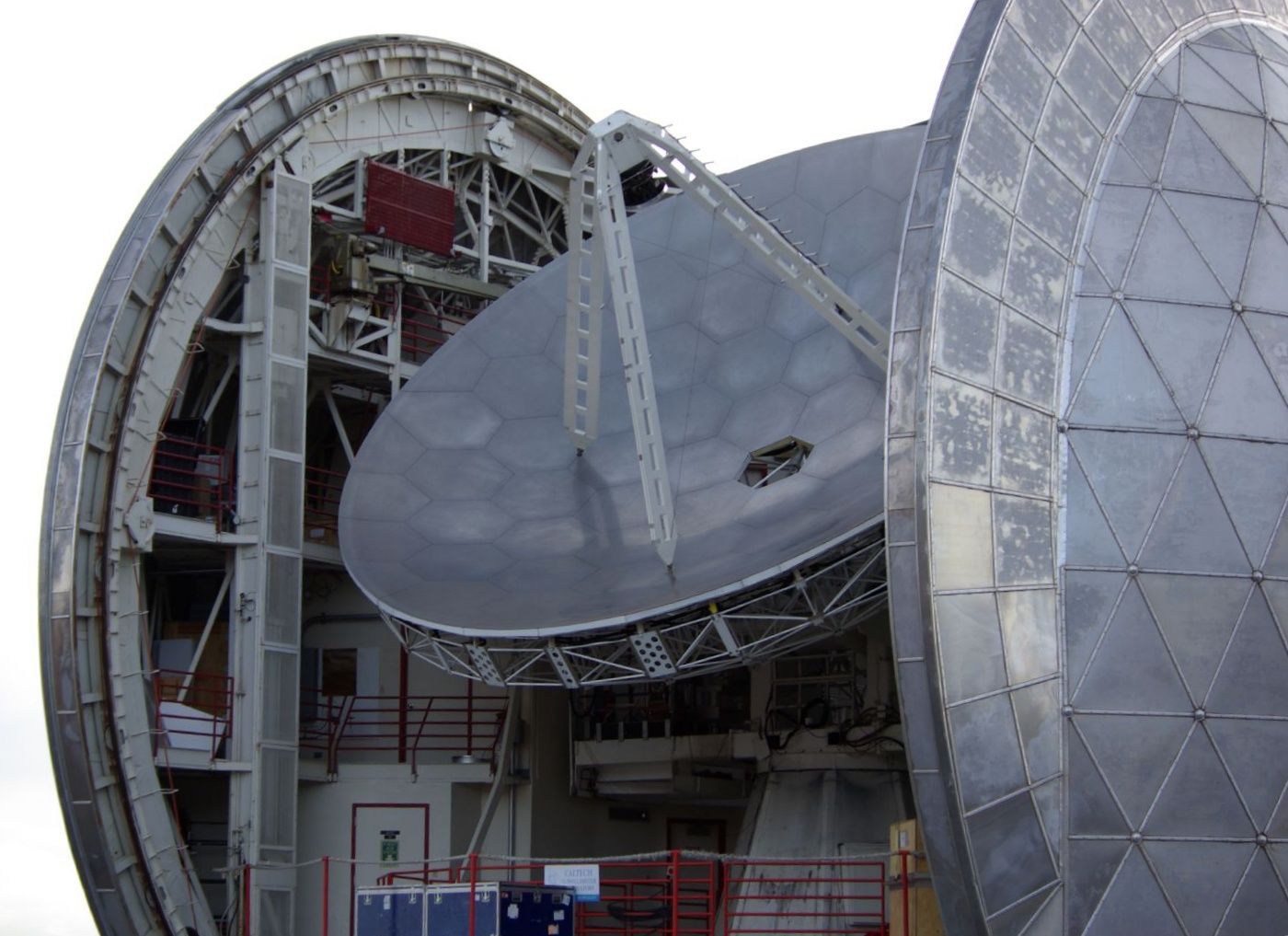
Đài thiên văn Submillimeter Caltech tại ở Đài quan sát Mauna Kea được đưa vào hoạt động năm 1988, và có một đĩa thu tín hiệu 10.4 m(34 ft)

Thiên văn học dưới milimét  là nhánh của thiên văn học quan sát với quan sát được tiến hành tại bước sóng dưới milimét (tức là bức xạ terahertz) của phổ điện từ. Các nhà thiên văn học đặt sóng dưới milimét giữa các bước sóng hồng ngoại xa và bước sóng vi ba, thường giữa một vài trăm micromet và một milimet. Trong thiên văn học dưới millimet  thường viết đơn vị bước sóng bằng micron, tên cũ của micromét.
Sử dụng các quan sát dưới millimet, các nhà thiên văn học khảo sát các đám mây phân tử và tinh vân tối với mục đích làm rõ quá trình hình thành sao từ giai đoạn suy sụp hấp dẫn đầu tiên cho tới giai đoạn ngôi sao hình thành. Các quan sát dưới ngưỡng milimet của các tinh vân tối này có thể được sử dụng để xác định độ phong phú hóa học và cơ chế làm nguội của các phân tử tạo thành các ngôi sao này. Ngoài ra, quan sát dưới ngưỡng millimet cung cấp thông tin về cơ chế cho sự hình thành và tiến hóa thiên hà.